# Tarenna burttii
Tarenna burttii är en måreväxtart som beskrevs av Diane Mary Bridson. Tarenna burttii ingår i släktet Tarenna och familjen måreväxter. Inga underarter finns listade i Catalogue of Life.